# Copa Norte 2002
In 2002 werd de zesde en laatste editie van de Copa Norte gespeeld voor voetbalclubs uit de Braziliaanse regio Noord. De competitie werd gespeeld van 20 januari tot 28 april. Paysandu werd kampioen. 

## Eerste Groepsfase

### Groep A
| Plaats | Club             | Wed. | W | G | V | Saldo | Ptn. |
| ------ | ---------------- | ---- | - | - | - | ----- | ---- |
| 1.     | Atlético Roraima | 6    | 4 | 0 | 2 | 9:6   | 12   |
| 2.     | São Raimundo     | 6    | 3 | 1 | 2 | 13:10 | 10   |
| 3.     | Rio Negro        | 6    | 3 | 0 | 3 | 10:13 | 9    |
| 4.     | Baré             | 6    | 1 | 1 | 4 | 6:9   | 4    |

|  | Geplaatst voor tweede groepsfase |

### Groep B
| Plaats | Club         | Wed. | W | G | V | Saldo | Ptn. |
| ------ | ------------ | ---- | - | - | - | ----- | ---- |
| 1.     | Paysandu     | 6    | 3 | 3 | 0 | 11:3  | 12   |
| 2.     | Remo         | 6    | 3 | 2 | 1 | 10:6  | 11   |
| 3.     | Independente | 6    | 2 | 1 | 3 | 6:14  | 7    |
| 4.     | São José     | 6    | 0 | 2 | 4 | 4:8   | 2    |

|  | Geplaatst voor tweede groepsfase |

### Groep C
| Plaats | Club           | Wed. | W | G | V | Saldo | Ptn. |
| ------ | -------------- | ---- | - | - | - | ----- | ---- |
| 1.     | Ríver          | 6    | 4 | 2 | 0 | 12:6  | 14   |
| 2.     | Moto Club      | 6    | 2 | 2 | 2 | 10:8  | 8    |
| 3.     | Sampaio Corrêa | 6    | 1 | 3 | 2 | 7:8   | 6    |
| 4.     | Oeiras         | 6    | 1 | 1 | 4 | 3:10  | 4    |

|  | Geplaatst voor tweede groepsfase |

### Groep D
| Plaats | Club             | Wed. | W | G | V | Saldo | Ptn. |
| ------ | ---------------- | ---- | - | - | - | ----- | ---- |
| 1.     | Ji-Paraná        | 6    | 3 | 2 | 1 | 13:7  | 11   |
| 2.     | Nacional         | 6    | 3 | 1 | 2 | 10:6  | 10   |
| 3.     | União Cacoalense | 6    | 1 | 4 | 1 | 10:14 | 7    |
| 4.     | Vasco da Gama    | 6    | 0 | 3 | 3 | 6:12  | 3    |

|  | Geplaatst voor tweede groepsfase |

## Tweede Groepsfase

### Groep E
| Plaats | Club             | Wed. | W | G | V | Saldo | Ptn. |
| ------ | ---------------- | ---- | - | - | - | ----- | ---- |
| 1.     | São Raimundo     | 6    | 4 | 1 | 1 | 14:8  | 13   |
| 2.     | Ji-Paraná        | 6    | 3 | 1 | 2 | 9:8   | 10   |
| 3.     | Nacional         | 6    | 1 | 3 | 2 | 9:9   | 6    |
| 4.     | Atlético Roraima | 6    | 1 | 1 | 4 | 8:15  | 4    |

|  | Geplaatst voor finale |

### Groep F
| Plaats | Club      | Wed. | W | G | V | Saldo | Ptn. |
| ------ | --------- | ---- | - | - | - | ----- | ---- |
| 1.     | Paysandu  | 6    | 4 | 0 | 2 | 12:6  | 12   |
| 2.     | Remo      | 6    | 3 | 1 | 2 | 7:6   | 10   |
| 3.     | Moto Club | 6    | 2 | 1 | 3 | 6:7   | 7    |
| 4.     | Ríver     | 6    | 1 | 2 | 3 | 5:11  | 5    |

|  | Geplaatst voor finale |

## Finale
| Team #1      | Tot.  | Team #2  | 1ste wed | 2de wed |
| ------------ | ----- | -------- | -------- | ------- |
| São Raimundo | 0 - 4 | Paysandu | 0 - 1    | 0 - 3   |

### Kampioen
| Copa Norte 2002              |
| Regio Noordoost              |
| ---------------------------- |
| PAYSANDU Kampioen (1° titel) |